# Paradeplatz (Mannheim)
Paradeplatz – jeden z głównych placów centrum Mannheim w Niemczech, znajdujący się mniej więcej w geometrycznym środku starego miasta (Innerstadt), na skrzyżowaniu Planken i Kurpfalzstrasse, na południe od rynku (Marktplatz).

## Historia
W XVIII wieku miejsce to nosiło nazwę Alarmplatz i stanowiło miejsce zbiórki wojsk, a także (do lat 80. XIX wieku) służyło paradom wojskowym. Potem przekształcono je w skwer z dużą ilością zieleni.

## Architektura
W centralnej części placu znajduje się fontanna z grupową rzeźba autorstwa Gabriela Grupello, do której prowadzi dziesięć, promieniście schodzących się alejek. Przy placu znajdują się m.in. galeria Kaufhof, Stadtsparkasse Mannheim, charakterystyczny budynek Stadthaus N1 z 1991 oraz budynek poczty głównej.

## Transport
Plac jest ważnym węzłem mannheimskiej sieci tramwajowej.

## Galeria

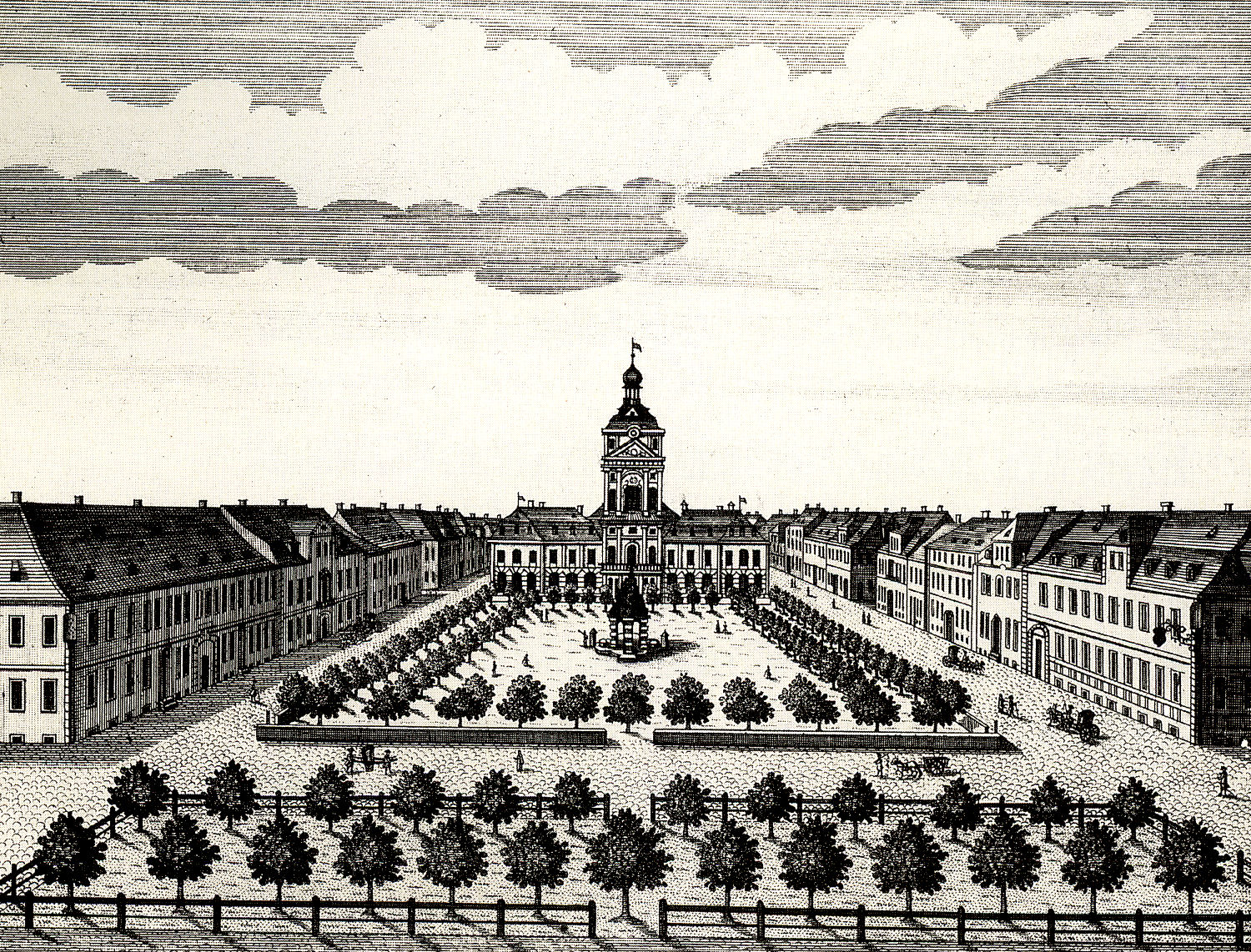
Plac w 1782
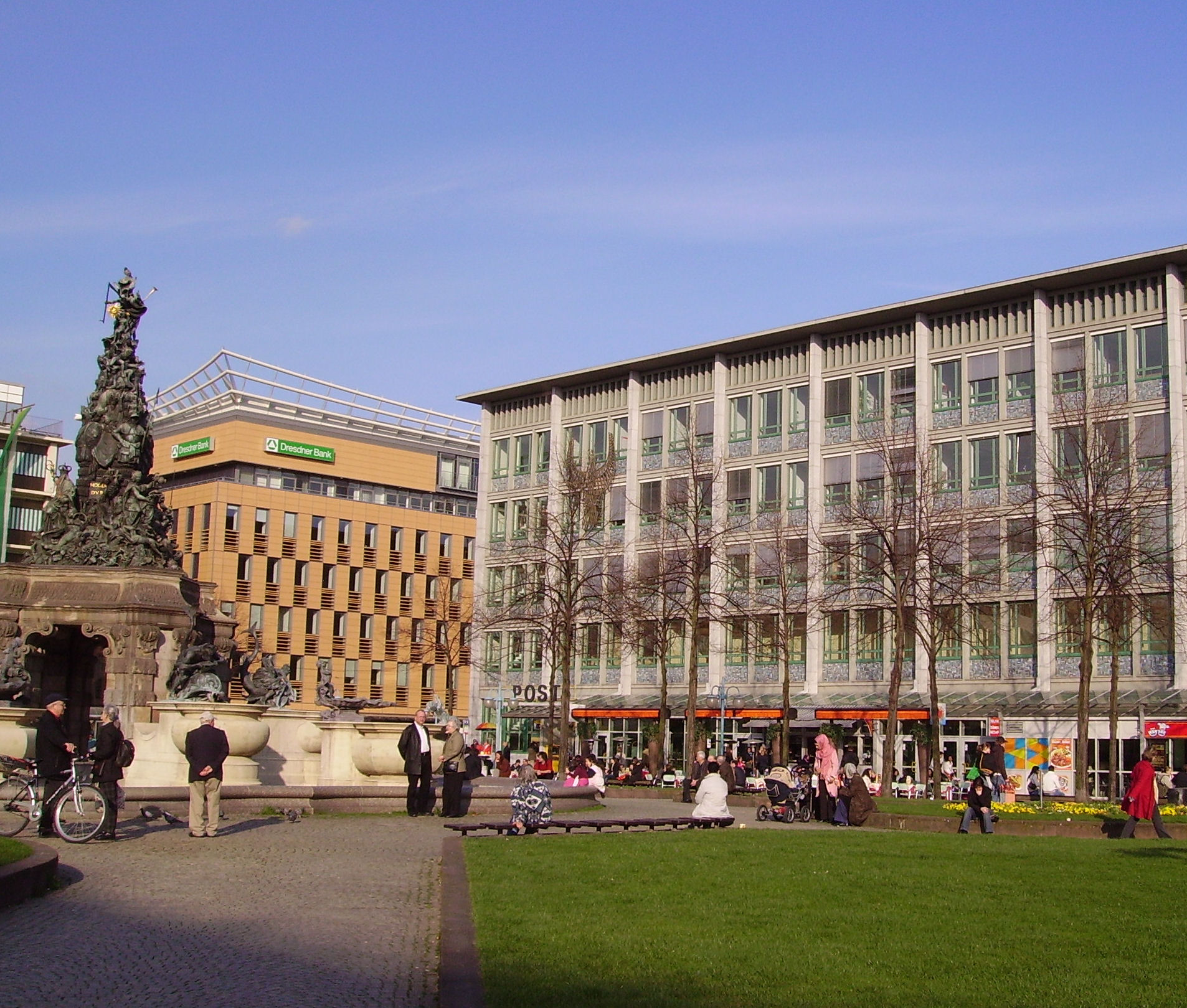
Fontanna Grupella i poczta